# Sidkéong Namgyal
Ne doit pas être confondu avec Sidkeong Tulku Namgyal.
Sidkéong Namgyal (1819-1874) était le chogyal du Sikkim 1863 à 1874. Il était fils de Tsugphud Namgyal et fut remplacé par son demi-frère Thutob Namgyal.
Abbé du monastère de Phodong, il fut l'oncle de Sidkeong Tulku Namgyal qui a été reconnu comme sa réincarnation. 